# 和田麻実子
和田 麻実子（わだ まみこ、1977年10月30日 - ）は、ラジオ大阪（OBC）のアナウンサー、防災士である。愛称は " ワダマミ"。

## 人物・略歴
寿司店を営む家庭で生まれ育つ。立命館大学産業社会学部卒業後に、ふくしまFMのアナウンサーを経て、2005年10月にラジオ大阪へ移籍。移籍後の2012年7月1日には、ラジオ大阪のPRユニット「弁天R.シスターズ」のメンバーとして、キングレコードから「魔法のカガミ」でCDデビューを果たした。
「弁天R.シスターズ」でも活動したアナウンサーの小川真由が2016年3月31日付でラジオ大阪を退職してからは、同局に正規の局員（正社員）として勤務する唯一の女性アナウンサーとして、報道・音楽系の番組を主に担当している。2014年に第一子（長男）を出産してから、2019年に第二子を懐妊したため、同年12月1日から産前産後休暇を再び取得した。2020年1月3日には、休暇の直前までアシスタントを務めていた『GO!GO!フライデーショー!』に電話で出演するとともに、第二子の出産を報告した。2020年11月5日から、アナウンサーとしての活動を再開。
高校在学中の1995年1月17日に阪神・淡路大震災（兵庫県南部地震）で被災した経験を背景に、ラジオ大阪で2018年から実施されている『防災特別企画「明日のために、今できること。」』では、自身がレギュラーで出演する生ワイド番組内で防災特集を担当している。また、同企画番組内では地震発生を想定した「防災さんぽ」という散歩の企画も放送されている。
2022年4月からは、『OBCグッドアフタヌーン!和田麻実子のみみよりだんご』でメインパーソナリティを務めている。自身にとってはラジオ大阪への移籍後初めての冠番組で、2023年度までは火曜日のみ、2024年度からは月曜日にも生放送。曜日ごとのパートナーには、「大ファン」というカベポスターやネイビーズアフロ（いずれも吉本興業に所属する漫才コンビ）を自身の希望で迎えている。

## 現在の出演番組
- Music Melting Pot（洋楽だけを流すフィラー番組、2019年11月から随時放送） - 2度目の産前産後休暇前に収録
- あなたとわたしの絵本の世界（毎週土曜日7:45 - 8:00）
- ワダマミの子育て晴れたりくもったり（2021年1月8日 - 、毎週金曜日20:00 - 20:26）
- あれも!これも!SDGs（2021年1月9日 - 、毎週土曜日0:30 - 0:45）
  - ラジオ大阪が2021年3月11日付で国際連合の「SDGメディア・コンパクト」へ加盟することを前提に放送を開始[9]。
- OBCグッドアフタヌーン!和田麻実子のみみよりだんご（2022年4月5日 - ）
  - 2024年3月までは火曜日のみ、翌4月からは月曜日にも生放送。

## 過去の出演番組
- 産経新聞ニュース・SANKEI EXPRESS NEWS・レースニュース(火曜日)
- ニュース・パレード（不定期　近畿地区のレポーターとして出演）
- 桂春菜のだから土曜日 アシスタント（2006年10月 - 2009年3月）
- News Tonight いいおとな ナビゲーター（2009年4月 - 2011年4月1日、2018年3月28日)
- 笑福亭銀瓶の銀ぎんワイド アシスタント（2011年4月4日 - 2014年9月26日）
- ほんまもん!原田年晴です アシスタント
  - 2007年10月 - 2009年4月に水・木曜分、2016年3月 - 2018年3月に木曜分をレギュラーで担当。番組最終年の2019年にも、当時月曜日のアシスタントを務めていた斉藤雪乃の産前産後休暇中（2月4日 - 8月26日放送分）に、斉藤の代理で出演した。
- ラジオ｢夕焼けエッセー｣
- ザ･スター
  - 「MAMIKO」という名義で初代のパーソナリティを務めた後に、フリーアナウンサーの池田淳子に交代。
- もっと知りたいOBC
- ラジオとラジコのおはなし（2011年1月3日 - ）
- OBCシネマ同好会
- 司馬遼太郎短篇傑作選 提供アナウンス（2012年10月 - 2025年3月）
  - 同時ネット局のTBSラジオでもそのまま放送。
- GO！GO！フライデーショー！ アシスタント（2018年4月6日 - 2019年11月29日）[10]
- 原田年晴 かぶりつきフライデー!（2021年1月8日 - 2024年4月5日）
  - 2020年12月25日で放送を終了した『GO!GO!フライデーショー!』の後番組で、先輩（嘱託）アナウンサーの原田年晴と共にパーソナリティを担当。（金曜以外の曜日での放送分を含めた）『かぶりつき○○!』シリーズの番組が2024年4月改編で『おとなたちに、エールを。』」ゾーン（平日の14 - 16時台に新設された日替わり生ワイド番組枠）内へ組み込まれたことや、この改編から『みみよりだんご』が月曜日にも放送されるようになったことを受けて、原田のパートナーを田中あいみ (演歌歌手) に交代した。
- ラジオ大阪広報番組 愛してラジオ大阪
- 放送休止時間中のアナウンス
- アニソン★ナイトフィーバー（2019年9月6日 - 2019年11月30日）
- カンテら!（2022年3月9日）
  - 関西テレビ（フジサンケイグループに加盟するテレビ単営局）の現職アナウンサーから基本として2名が日替わりでパーソナリティを務めた事前収録番組で、この日で担当を終える堀田篤からのリクエストを受けて、2021年度時点でのラジオ大阪の現職アナウンサー（他のアナウンサーは原田と藤川貴央）としては最も遅くゲストで出演。
- ぐるぐるラジオ（2021年4月2日 - 2022年4月1日、毎週金曜日3:00 - 4:00）
  - ラジオ大阪が2021年4月から火 - 土曜日の未明（3時台）に自社制作で放送していた事前収録番組の一つ（火・水曜分は『カンテら!』）だったが、同月から4時台限定で部分ネットを実施していた『ヴァイナル・ミュージック〜歌謡曲2.0〜』シリーズ（文化放送制作）を3:00からのフルネットへ切り替えることに伴って、『カンテら!』などと共に1年で終了。ただし、「ふるさとさんぽ」（JTBが運営するふるさと納税のポータルサイト「ふるぽ」と連動したコーナー）[11]は、番組終了の翌週（2022年4月5日）から毎週火曜日に『みみよりだんご』の12時台で1年間にわたって放送を続けていた。
- みみより姿勢ウォーキング（2022年4月5日 - 2022年9月）
  - 事前収録の箱番組として、2022年5月31日まで毎週火曜日『みみよりだんご』、翌週（6月6日）から『藤川貴央のニュースでござる』内で毎週月曜日に放送。
    - 『藤川貴央のニュースでござる』では、2022年8月15日（月曜日）・16日（火曜日）放送分で、このコーナーに加えて生放送パートのパーソナリティ代理を務めた。後輩アナウンサーの藤川貴央が体調不良で出演を見合わせたことに伴う措置[12]で、16日には『みみよりだんご』の本番前に代演。

## 連載
- 『mamagirl』（日常生活や育児に関するコラムを2022年7月25日から執筆）